# اوکرنفتا
اوکرنفتا (به انگلیسی: Ukrnafta) شرکت نفت و گاز اوکراینی است، که در زمینه تولید نفت خام، گاز طبیعی و میعانات گازی، همچنین ارائه خدمات حفاری و مدیریت جایگاه‌های سوخت بنزین فعالیت می‌کند.
شرکت اوکرنفتا در سال ۱۹۹۴ تأسیس شد و در حال حاضر دارای شبکه‌ای از ۵۶۳ جایگاه سوخت بنزین می‌باشد، همچنین با تولید ۲٫۲۷ میلیون تن نفت و ۲٫۱۵ میلیارد مترمکعب گاز به‌عنوان بزرگترین شرکت نفت و گاز اوکراین محسوب می‌شود.
دفتر مرکزی این شرکت در شهر کی‌یف، اوکراین قرار دارد و بخشی از سهام آن در بازارهای بورس فرانکفورت و بورس اوراق بهادار اوکراین معامله می‌شود.